# Уинстенли, Элиза
Элиза Уинстенли (в замужестве — О'Флаэрти) (англ. Eliza Winstanley; 1818, Уиган, Ланкашир — 2 декабря 1882, Сидней, Австралия) — австралийская актриса

, писательница, редактор. Звезда колониальной сцены.

## Биография

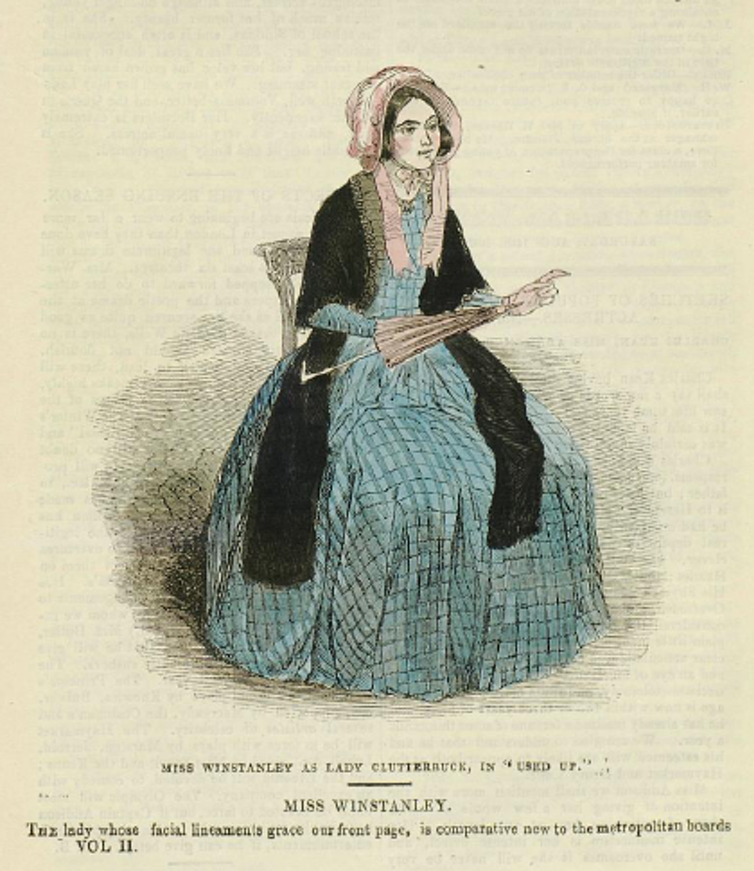
Элиза Уинстенли

Элиза Уинстенли родилась в 1818 году в семье театрального художника. Была старшей дочерью, её сестра, Энн (р. 1825), также была актрисой и певицей. В 1833 году с семьёй эмигрировала в Австралию.
В 1834 году начала сценическую деятельность в Королевском театре Барнетта Леви. В феврале 1841 года вышла замуж за музыканта Генри Чарльза О'Флаэрти. До 1848 годах выступала в Сиднее, в том числе в австралийском Олимпийском театре, исполняла трагедийные и комедийные роли. В 1848—1865 годах работала в Англии в театрах Лондона и других городов Британии, выступала на театральных сценах Нью-Йорка и Филадельфии.
Первая женщина, сыгравшая роль Ричарда III в одноименной пьесе Шекспира на сцене австралийского театра.
В 1865 году оставила сцену, посвятив себя литературной деятельности. Её первый роман «Сцены в театральной жизни» был опубликован в 1859 году. Автор книг воспоминаний. Некоторые из её произведений («Двадцать соломинок», 1864), были адаптированы и поставлены на сценах лондонских театров в 1860-х — 1870-х годах.
Работала редактором популярного журнала «Еженедельный пенни» (Penny weekly).
Элиза Уинстенли вернулась в Австралию около 1880 года и умерла от диабета в Сиднее. Была похоронена на кладбище Уэверли.

## Избранные роли
- Констанца («Король Джон» Шекспира),
- миссис Квикли («Фальстаф» Хакетта) и др.

## Избранные произведения
- Shifting scenes in theatrical life (1859)
- Bitter-Sweet—So is the World
- Red Hand (1866)
- Entrances and Exits (1868)
- The Mistress of Hawk’s Crag (1864)
- Twenty Straws (London, 1864)
- What is To Be Will Be (London, 1867)
- For Her Natural Life: A Tale of 1830 (1876)